# Autoboosh

Промопостер

Autoboosh — спектакль 2000 года, написанный и поставленный Джулианом Бэррэттом и Ноэлем Филдингом. Также с ними выступали Рич Фулчер, Дэйв Браун и Майкл Филдинг. Этот спектакль был третьим по счёту спектаклем, проводимым комик-группой Майти Буш.

## Представление
В 2000 году Ноэль Филдинг, Джулиан Бэррэтт, Рич Фулчер и Дэйв Браун продемонстрировали их третье сценическое шоу — Autoboosh на Комедийном фестивале Мельбурна, где выиграли Barry Humphries Award. Впервые на сцене выступил брат Ноэля Филдинга — Майкл, который впоследствии будет играть шамана Набу, в телешоу Майти Буш.
После успеха спектакля BBC подписали контракт с Майти Буш на выпуск радио-эпизодов The Boosh.